# 左延安
左延安（1949年—），安徽枞阳人，汉族，中华人民共和国企业家、第十一届全国人民代表大会安徽地区代表。

## 生平
毕业于清华大学经济管理专业，是中共党员。担任安徽江淮汽车股份有限公司董事长。2008年起担任全国人大代表。2012年1月，卸任江淮汽車董事長。